# Wallago micropogon
Cá sơn đài hay còn gọi là Cá leo Mê Kông (Danh pháp khoa học: Wallago micropogon; tiếng Thái: ปลาเค้าดำ) là một loài cá trong chi Wallago trong họ cá da trơn, đây là loài mới được phát hiện Chúng có ở khu vực sông Mê Kông ở Việt Nam, Lào và sông Chaophraya của Thái Lan.

## Đặc điểm
Cá sơn đài có thân dài, dẹp bên, thân trần, trơn, không phủ vẩy, đường bên hoàn toàn, rõ. Thân màu nâu thẫm, đậm nhạt không đều, phía bụng nhạt dần, các vây đen xám hoặc loang lỗ. Viền lưng cong, đầu cá to, dẹp bằng ở phần trán, miệng rộng, rạch kéo dài đến viền trước mắt, hàm dưới nhô ra, răng trên hàm nhọn, sắc, xếp thành 2 hàng rộng, mắt nhỏ,
Cá có 2 đôi râu: râu hàm trên dài đến gần ½ vây hậu môn và râu hàm dưới ngắn, mảnh. Vây lưng, vây ngực và vây bụng nhỏ,vây lưng có khởi điểm đối xứng với khởi điểm vây bụng, vây hậu môn dài, không liên kết với vây đuôi, vây đuôi không phân thùy, phần trên lớn hơn phần dưới, gần hậu môn có nếp thịt hình tam giác che đầy.